# Eleanor McKenzie
Eleanor McKenzie (verheiratete Miller; * 29. Juni 1931 in Vancouver) ist eine ehemalige kanadische Sprinterin.

## Leben
Bei den British Empire Games 1950 in Auckland gewann sie Bronze mit der kanadischen 660-Yards-Stafette und wurde Vierte mit der kanadischen 440-Yards-Stafette. Über 100 und 220 Yards schied sie im Vorlauf aus. 
1952 erreichte sie bei den Olympischen Spielen in Helsinki über 100 m das Viertel- und über 200 m das Halbfinale. In der 4-mal-100-Meter-Staffel schied sie mit dem kanadischen Quartett im Vorlauf aus.
Viermal wurde sie Kanadische Meisterin über 100 Yards bzw. 100 m (1949, 1951–1953), zweimal über 220 Yards (1949, 1951) und einmal über 60 Yards (1953).
1952 heiratete sie den Stabhochspringer Ron Miller.

## Persönliche Bestzeiten
- 100 m: 12,1 s, 21. Juli 1952, Helsinki
- 200 m: 25,1 s, 21. Juli 1951, Vancouver